# Saint-Laurent-en-Beaumont
Saint-Laurent-en-Beaumont település Franciaországban, Isère megyében. Lakosainak száma 419 fő (2022. január 1.). Saint-Laurent-en-Beaumont Nantes-en-Ratier, Ponsonnas, Saint-Michel-en-Beaumont, Saint-Pierre-de-Méaroz, La Salle-en-Beaumont, Siévoz, Sousville és Valbonnais községekkel határos.

## Népesség
A település népessége az elmúlt években az alábbi módon változott:
| Lakosok száma | 386  | 307  | 282  | 372  | 453  | 462  | 454  | 429  | 425  | 419  |
|               | 1968 | 1982 | 1990 | 2006 | 2013 | 2015 | 2017 | 2019 | 2020 | 2022 |